# Cratopoda
Cratopoda is een vliegengeslacht uit de familie van de roofvliegen (Asilidae).

## Soorten
- C. emarginata Artigas, 1970
- C. helix (Bromley, 1935)